# 田崎真也
田崎 眞也（たさき しんや、1958年3月21日 - ）は、日本のソムリエ、ワインタレント、料理評論家。株式会社サンティール代表取締役会長、一般社団法人日本ソムリエ協会会長。報道などでは新字体で田崎 真也（たさき しんや）と表記されることもある。
有限会社サンティール社長、国際ソムリエ協会会長などを歴任した。

## 概要
有限会社サンティール代表取締役社長、有限会社インターソムリエ代表取締役社長、有限会社エルミタージュ代表取締役社長を務め、日本ソムリエ協会会長、一般社団法人全日本・食学会理事など要職を歴任した。

## 来歴

### 生い立ち
東京都渋谷区に生まれるも、間もなくして神奈川県相模原市へ移る。幾徳工業高等専門学校を中退後、レストランでウェイターの仕事を行っている中でワインの世界に触れ感化される。その後1977年、本場フランスに渡り、ブルゴーニュ地方やボルドー地方のワイン蔵元を訪ね歩く。一度帰国してから再度フランスに渡り、アカデミー・ドュ・ヴァン（ワイン・アカデミー）を卒業する。

### ソムリエとして

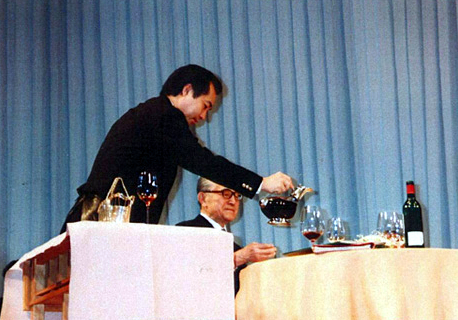
卓越した技能者表彰を授与された際に公表された写真

1980年に帰国後、1983年に第3回全国ソムリエ最高技術賞コンクールで優勝する。1995年、第8回世界最優秀ソムリエコンクールで日本人として初の優勝を遂げる。この快挙も相まって、日本のワインブームの立役者となる。有限会社サンティール、有限会社インターソムリエ、有限会社エルミタージュ、ヴィノテーク（ワイン雑誌）の各代表取締役社長を務める。田崎真也ワインサロン（東京・愛宕山）主宰。また、レストランS、ワインバーカノン、焼酎居酒屋 眞平をプロデュースする。長野県原産地呼称管理制度ワイン官能審査委員長を務める。
2010年10月から2017年6月まで、国際ソムリエ協会の会長を務める。2016年2月には、日本ソムリエ協会の会長に就任する。

## 人物

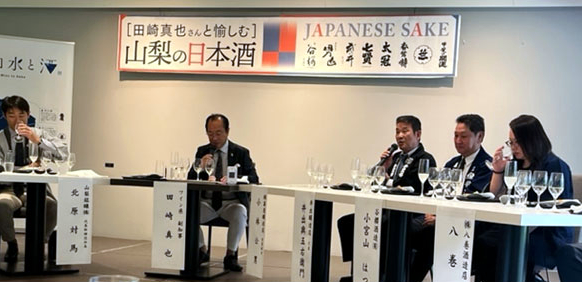
2023年9月30日、「田崎真也さんと愉しむ山梨の日本酒」にて

カレーライスは嫌いではないものの、ワインのテイスティングの際に舌に違和感を生じる恐れがあることなどから、絶対に仕事の最中には食べないようにしているという。
本名は「田崎眞也」であり旧字体の「眞」と表記するのが正しいが、マスメディアに登場する際は新字体の「真」と表記されることが多い。
魚釣りが趣味で、静岡県熱海市にマンションを購入し、時間をみては船釣りに出かけている。奄美大島（鹿児島県）にクエ狙いで遠征することもある。

## 略歴
- 相模原市立大野南中学校卒業。
- 幾徳工業高等専門学校（現・神奈川工科大学）で電子科に所属するも中退。
- 銀座のレストラン「ローマイヤ」勤務中にソムリエへの道を志す。
- 1977年、初めての渡仏。以降も渡仏を繰り返し、パリのアカデミー・デュ・ワイン（ソムリエ・コース）を日本人で初めて卒業。
- 1998年10月 『料理の鉄人』でイタリアンの鉄人神戸勝彦に勝利。
- 2000年5月1日 NTTドコモiモード『田崎真也のワイン館』開設。
- 2005年2月25日 日本ソムリエ協会の副会長に就任。
- 2010年11月23日 国際ソムリエ協会の会長に就任。
- 2016年2月 日本ソムリエ協会会長就任。
- 2020年3月 ワイン県副知事就任。
- 2020年7月 ワインショップ&レストラン Cave de ワイン県やまなし開店
- 2022年6月 熱海国際交流協会会長就任。
- 2022年10月 AWA酒大使就任。
- 2023年5月 G7 広島サミット2023　飲料監修

## 賞歴
- 1983年 日本における、全国ソムリエ最高技術章コンクール優勝
- 1995年5月 第8回世界最優秀ソムリエコンクール優勝
- 2008年 「現代の名工」として厚生労働大臣表彰
- 2023年 文化庁長官表彰[9]

## 栄典
- 1996年 - 都民文化栄誉章
- 1999年 - フランス農事功労章シュヴァリエ
- 2011年 - 黄綬褒章[6]

## 出演
- PARTYしようよ（日本テレビ、1996年、1997年）
- 田崎真也のワインはV（ニッポン放送、2006年10月 - 2007年3月）
- 田崎真也今夜の一杯（ニッポン放送、2007年10月 - 、火曜日19時～20時）
- 高嶋ひでたけの特ダネラジオ夕焼けホットライン（月曜日、ニッポン放送）
- お願い!ランキング（テレビ朝日） - 不定期（「ちょい足しクッキング」、「ビールに合うおつまみランキング」など）
- 裸の少年（テレビ朝日） - 準レギュラー、「食の七賢人」の一人として
- 土曜スペシャル（テレビ東京） - 不定期
- 人生が変わる1分間の深イイ話（日本テレビ、2010年10月18日）
- 『ぷっ』すま（テレビ朝日、2011年1月11日）
- トリビアの泉 〜素晴らしきムダ知識〜（フジテレビ、2004年3月24日、2012年1月1日）
- 田崎真也の美酒わいわい（BS朝日、2012年4月 - 、ミニ番組）
- アイアンシェフ（フジテレビ、2012年10月 - ）
- Fishing Cafe #42 ソムリエ 田崎真也（釣りビジョン、2012年12月21日）
- 田崎真也のあじわい旅～奄美大島編～（BS-TBS、2014年3月30日）
- ブラックペアン 第3話（TBS系日曜劇場、2018年5月6日） - 楠木秀雄 役
- 東京ワイン会ピープル（映画、2019年10月4日）－ソムリエ 役

## 著書
- 『田崎真也が明かすワイン味わいのコツ』柴田書店, 1994.5
- 『ソムリエを楽しむ』講談社, 1996.10
- 『田崎真也の家庭で楽しむワインと料理 色で選んだ12種類のワイン』廣済堂出版, 1996.11
- 『ワインと料理おたのしみ自由自在 ソムリエのワザありノート 毎日の食卓を100倍豊かにする秘密』青春出版社, 1996.6
- 『ワイン生活 楽しく飲むための200のヒント』(新潮選書) 1996.9　のち文庫
- 『ソムリエのひらめき』河出書房新社, 1997.11 のち文庫
- 『田崎真也の今日は、このワイン :ワインと料理のすてきな関係』三好貴子絵. 駿台曜曜社, 1997.7
- 『田崎真也が選ぶ毎日飲むワイン 3000円以下のおいしいワインを楽しむ』新星出版社, 1997.8
- 『田崎真也の気のいい仲間と卓上料理 ワインと料理のおいしい関係』 (マキノ出版ムック) 1998.1
- 『田崎真也の家で楽しむ1,500円のワイン (Classy collection) 光文社, 1998.4
- 『田崎真也とみつける自己流ワインの楽しみ (NHK趣味悠々) 監修. 日本放送出版協会, 1998.4
- 『飲んで識るイタリアワイン』柴田書店, 1998.6
- 『わいん好き!! 料理とワインで田崎流おもてなし』監修, 「わいん好き!!」出版プロジェクト編. 柴田書店, 1998.7
- 『田崎真也のおしゃべりなワイン フランスワイン編』大洋印刷CD事業部, 1998.9
- 『田崎真也の記念日ワインにはこの花を』ワニブックス, 1999.7
- 『ワイン上手 深く味わう人へのアドヴァイス』(新潮選書) 1999.8
- 『田崎真也のサービスの極意 お客様にお楽しみいただくヒント』大和出版, 2000.10 「サービスの極意」新潮文庫, 2004.12
- 『田崎真也のワイン・シアター』同文書院, 2000.5
- 『毎日のワイン手帳』講談社+α新書) 2000.7
- 『ワインは自分流が楽しい ソムリエ世界一の原点』(講談社+α文庫) 2000.9
- 『続・ワイン味わいのコツ ブルゴーニュ、ボルドー&ローヌ』柴田書店, 2001.1
- 『本格焼酎を愉しむ』(光文社新書) 2001.10 のち知恵の森文庫
- 『田崎真也のテイスティング no.1』日本経済新聞社, 2001.12
- 『田崎真也と探す、いい店おいしい店』(新潮文庫) 2002.12
- 『1000円ワインと50のレシピ』 (講談社のお料理book) 2002.12
- 『田崎真也のスーパーSakeレシピ』廣済堂出版, 2002.2
- 『日本酒を味わう 田崎真也の仕事』(朝日選書) 2002.5
- 『旨い酒旨い肴』(Gakken mook) 学習研究社, 2003.4
- 『田崎真也の絶品お取り寄せ手帖』講談社, 2005.8
- 『うなぎでワインが飲めますか? そば、てんぷら、チョコレートまでのワイン相性術』角川oneテーマ21  2006.1
- 『僕が「チャングム」から教わったこと 人を喜ばせる《仕事・もてなし・サービス》の原点』飛鳥新社, 2006.8
- 『接待の一流 おもてなしは技術です』(光文社新書) 2007.1
- 『田崎真也のシャンパン・ブック』(地球の歩き方gem stone ダイヤモンド・ビッグ社, 2007.12
- 『田崎真也の今こそ島焼酎』管洋志写真. 実業之日本社, 2007.4
- 『田崎真也の安くて旨い!ワイン&簡単おつまみ』PHP研究所, 2008.3
- 『田崎真也特製!ワインによく合うおつまみ手帖』講談社+α文庫 2009.5
- 『ブレない男の人生の作法(マナー)』青春出版社, 2009.6
- 『言葉にして伝える技術 ソムリエの表現力』祥伝社新書 2010.10
- 『「和」の食卓に似合うお酒』中公新書ラクレ 2010.3
- 『田崎真也のワインを愉しむ』毎日新聞社, 2012.5
- 『No.1ソムリエが語る、新しい日本酒の味わい方』SB新書 2016.3

### 共著・監修
- 『田中康夫のソムリエに訊け』田中康夫共著. ティビーエス・ブリタニカ, 1994.1 「ソムリエに訊け」幻冬舎文庫)1998.2
- 『飲んで識るフランスワイン』高橋時丸共著. 柴田書店, 1996.11
- 『ワールドワインブック2 (Magazine House mook) 監修. マガジンハウス, 1997.9
- 『Brutus French wine book ver.2 (Magazine House mook) 監修. マガジンハウス, 1998.11
- 『もっと楽しむフレンチ&ワイン ビストロから高級店までフレンチレストランが満喫できる本 Yahoo!Japanインターネット検定公式テキスト』監修. インプレスジャパン, 2006.8
- 『和食とワイン』髙橋拓児共著. 日本ソムリエ協会, 2015.7